# Бохуслен
Бо́хуслен (швед. Bohuslän) — историческая провинция в Швеции, расположенная на побережье пролива Скагеррак. 
Площадь — 4473 км², численность населения — 282 949 человек (2007).

## География
Простирается на 160 км от границы с Норвегией на севере до Гётеборга на юге. С востока граничит с Дальсландом и Вестергётландом.

## История

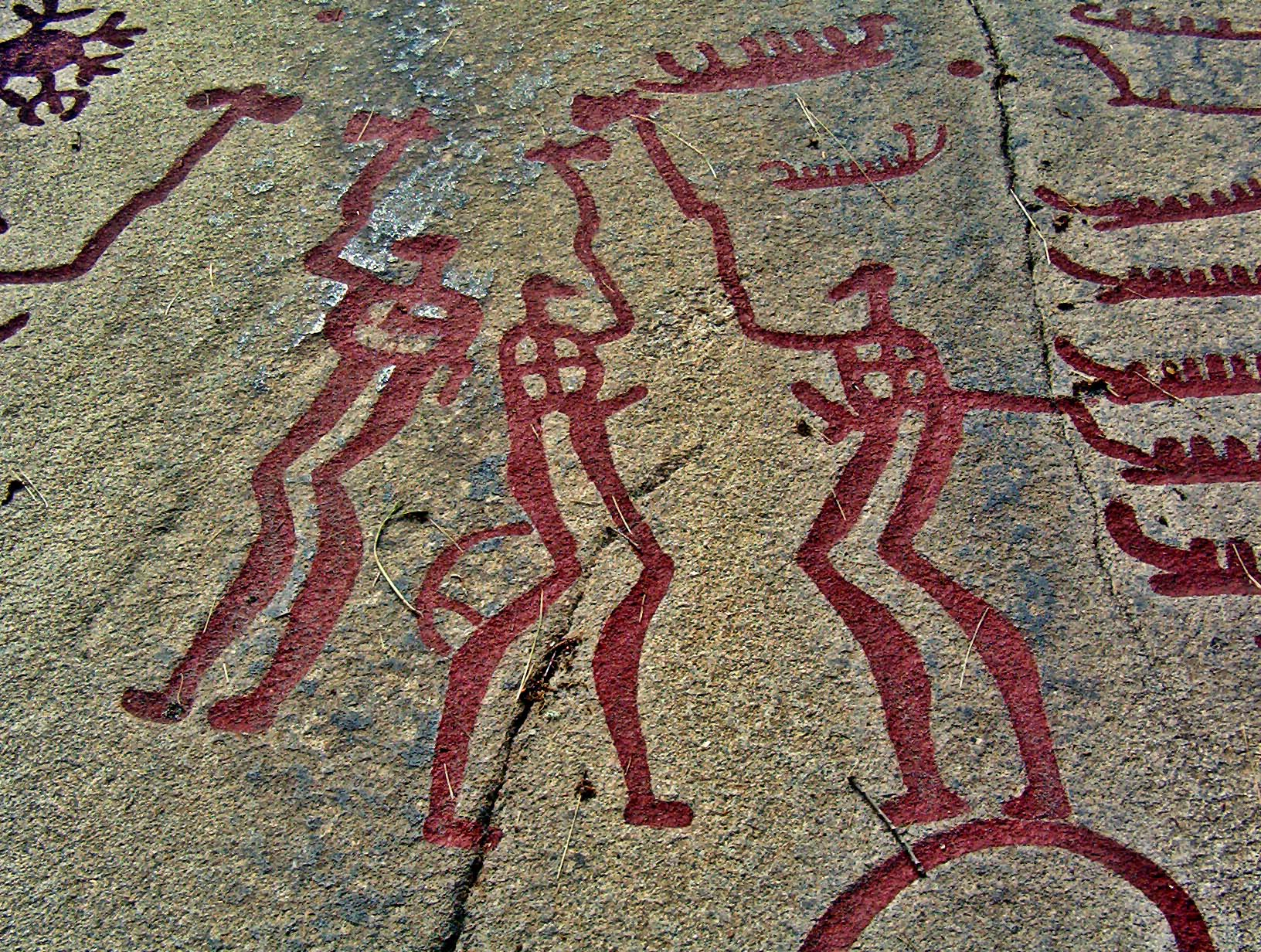
Наскальные рисунки скандинавского бронзового века в Бохуслене, Трое мужчин, выполняющих ритуал, примерно 2-е тысячелетие до нашей эры, бронзовый век.

Во 2-м тысячелетии до нашей эры начался скандинавский бронзовый век (ок. 1700–500 до н.э.), о чем свидетельствуют наскальные рисунки,  многочисленные образцы которых имеются по всему Бохуслену (на илл.). В период миграции (300–700 гг. н. э.) и в эпоху викингов (700–1000 гг. н. э.) этот район был частью Викена и состоял из двух частей: Ранрике на севере и Эльфсиссель на юге. Ранее считалось, что король Харальд Прекрасноволосый присоединил его к Норвегии примерно в 872 году, но современные источники вызывают сомнения в том, что Харальд вообще когда-либо владел территорией Викена. Самое раннее доказательство того, что земли Бохуса находятся в руках Норвегии, относится к 11 веку.
Пока Норвегия была отдельным королевством, провинция процветала, а замок Бохус был одной из ключевых крепостей королевства. Когда Норвегия объединилась с Данией, в провинции начался упадок; этот район часто подвергался нападениям шведов в рамках более крупных пограничных стычек. Именно для защиты этой территории и была построена крепость Бохус. Будучи пограничной зоной со Шведским королевством и, в меньшей степени, с датскими землями в Халланде, регион Бохус был заселен, в основном, семьями солдат.
О всё возраставшем значении этого края для Норвегии свидетельствует основание на рубеже XI—XII веков Конунгахеллы — старейшего города Бохуслена. В XIII веке король Хакон Хаконссон (1217—1263) возвёл на Рагнхильдсхольмене для защиты города замок. Одновременно был основан Марстранд.
В начале XIV века король Хакон V Святой возвёл на Багахольмене крепость Багахус (впоследствии Бохус). Название «Бохуслен» впервые возникает в XV в. и первоначально относилось к южной части края. Однако в XVI веке, когда Норвегия фактически превратилась в одну из провинций, подчиненных датской короне, ленсман Бохуса стал управлять всей провинцией вплоть до Свинесунда.
Швеция с XIII века имела лишь узкий коридор, выходивший к побережью Каттегата, и со времени правления династии Васа пыталась всячески его расширить, захватив Бохуслен. Он отошёл к Швеции в 1658 году по Роскилльскому миру. В 1693 году Гётеборг стал центром епархии, а в 1700 году и центром провинции. По экономическим и политическим причинам власти Стокгольма всячески старались прекратить торговлю жителей Бохуслена с Данией. Норвежские законы и богослужебный порядок были постепенно заменены на шведские.
Экономическую жизнь Бохуслена периодически оживлял приход к его берегам сельди, что случалось в XIII, XVI и XVIII столетиях. XIX век стал временем расцвета провинции, в это время её население значительно выросло. В XX веке прибрежные районы вновь охватил бурный рост. Теперь в сельском хозяйстве было занято не более 10 тыс. бохусленцев (4 %), и хотя в отраслях, связанных с рыболовством, работало лишь несколько тысяч человек, на побережье обосновались новые виды промышленности: нефтехимическая и автомобильная. Кроме того, среди шведов и жителей Северной Европы Бохуслен стал популярным местом отдыха.